# Памятник первой учительнице (Саратов)
Па́мятник пе́рвой учи́тельнице — памятник в Саратове. Является первым в России памятником первой учительнице.
Памятник находится у пересечения улиц Московской и Соляной недалеко от здания Министерства просвещения Саратовской области с 1996 года. Вокруг памятника располагается небольшой Сквер первой учительницы.

## История
Ранее скульптура была частью композиции памятника Александру II, установленного в 1911 году. Скульптуру женщины-учительницы и её ученицы, символизирующую народное образование, создал знаменитый российский скульптор Сергей Михайлович Волнухин. После сноса памятника Александру II и переплавки всех остальных его фрагментов в 1918 году скульптура учительницы с девочкой переносилась в различные места Саратова: в том числе на территории Университетского городка, но дольше всего находилась на территории 3-й Советской больницы возле корпуса Клиники детских болезней.  

## Фотографии
- Правая сторона
- Левая сторона
- Сквер
- Табличка